# ALFA 24 HP
ALFA 24 HP — перший автомобіль італійської автомобільної компані ALFA (італ. Anonima Lombarda Fabbrica Automobili, тепер відома як Alfa Romeo), яка була заснована 24 червня 1910 на базі італійського підрозділу французької автомобільної компанії «Даррак» (італ. Società Anonima Italiana Darracq, SAID). Першим технічним менеджером новоствореної компанії став Джузеппе Мерозі і він отримав завдання розробити абсолютно нову модель автомобіля, якій було дано ім'я 24 HP.

## Історична довідка
Автомобіль ALFA 24 HP з'явився на автомобільному ринку у 1910-му і випускався до 1913 року. Його було вперше використано для участі у перегонах у 1911 році на «Targa Florio». 
Ця модель автомобіля успішно продавалась, що дало можливість розробляти на її базі нові модифікації:
- 12HP
- 15HP
- 40-60 HP
- 15-20 HP
- 20-30 HP
- 20-30 ES Спорт

Перші 300 автомобілів ALFA були спроектовані та виготовлені під керівництвом Джузеппе Мерозі.

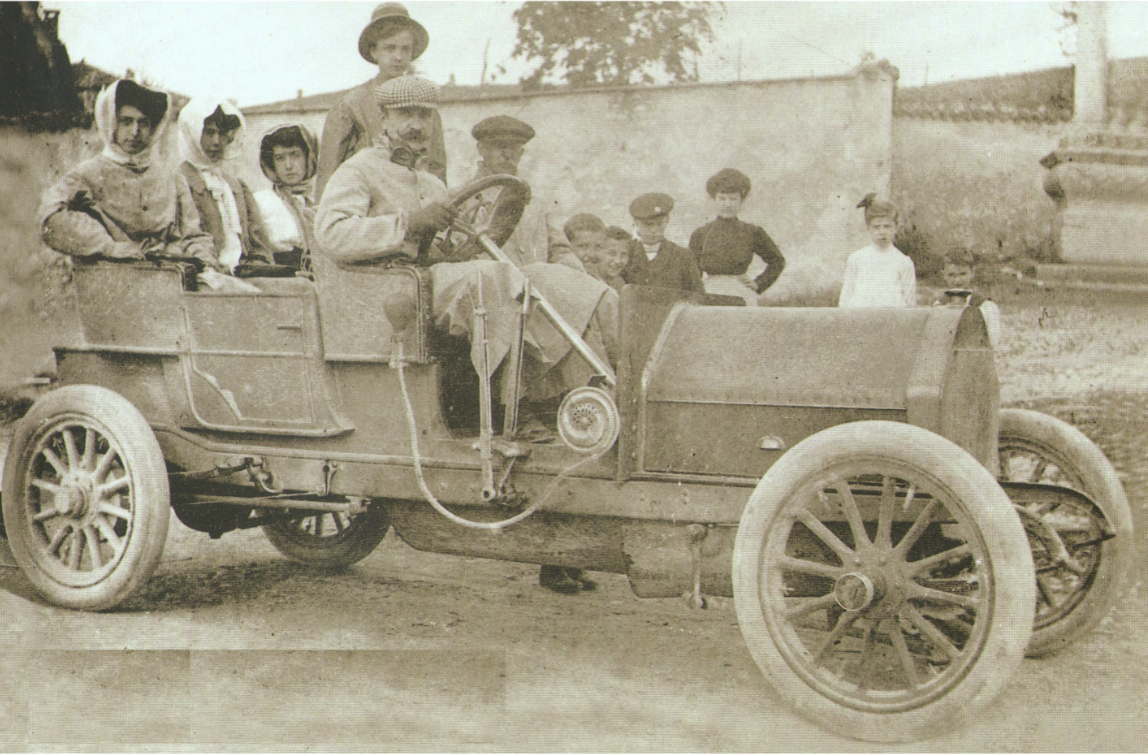
Джузеппе Мерозі за кермом прототипу ALFA 24 HP із своєю сім'єю (1910)

ALFA 24 HP базувалась на передових на ті часи конструктивних вирішеннях: від чотирициліндрового чавунного моноблока двигуна з боковим розташуванням клапанів до 4-ступеневої коробки перемикання передач та карданної трансмісії. З цими конструкторськими рішеннями ALFA дебютувала на шостих італійських перегонах «Targa Florio» у 1911 році на двох автомобілях, що продемонстрували на перегоновій трасі добрі їздові та швидкісні характеристики, хоча у залік гонки не класифікувались.
У тому ж 1911 році Мерозі підготував спеціально для спортивних змагань ще одну ALFA 15 HP Corsa, оснащену двигуном потужністю 45 к.с.
Усього було вироблено до 1913 року 680 одиниць ALFA 24 HP різних модифікацій .